# سحر حمودة
سحر حمودة، مترجمة حاصلة على درجة الأستذة في اللغة الإنجليزية ، رئيسة مركز الدراسات الهلينستية ومدير مركز دراسات الإسكندرية وحضارة البحر المتوسط بمكتبة الإسكندرية، وقد حصلت على العديد من المناصب الإدارية بجامعات مختلفة على مدار مسارها الوظيفي، من ضمنهم: رئيسة قسم اللغة الإنجليزية بكلية الآداب بجامعة الإسكندرية، عميدة كلية اللغات والترجمة بجامعة فاروس بالإسكندرية، القائمة بأعمل رئيس قسم اللغة الإنجليزية بجامعة بيروت. بجانب مسارها المهني والأكاديمي فهي أيضًا كاتبة، ولها عدة كتب من ضمنها Once Upon a Time in Jerusalem، الذي نشر في 2009 بإنجلترا وهو عن عائلة الفتياني التي عكست تقاليد وحياة فلسطين قبل النكبة، وفي 2005 قامت بنشر كتاب Victoria College: A History Revealed بالمشاركة مع كولين كليمينت الذي نشر بالجامعة الأمريكية بالقاهرة، والكتاب عن كلية فيكتوريا بالإسكندرية، والذي يعبر عن روح الإسكندرية خلال النصف الأول من القرن العشرين. وتزامن نشره في تشرين الأول / أكتوبر 2002 ليتزامن مع الذكرى المئوية للمدرسة. وفي 2004 قامت بنشر كتاب Omar Toussoun: Prince of Alexandria مع مكتبة الإسكندرية.
قادت الأستاذة الدكتورة/ سحر حمودة الكثير من المؤتمرات الدولية والندوات الأدبية مثل حفل تكريم «شكسبير العرب»، والاحتفال بالذكرى الثامنة لرحيل الشاعر اللبنانيّ جودت حيدر، وغيرهم.. كما حصلت على جائزة الجامعة للتشجيع العلمي في 2004.

## الإنجازات العلمية
- حصلت على درجة الليسانس بتقدير جيد جدًا في 1/5/1981 جامعة الإسكندرية / كلية الآداب / اللغة الإنجليزية[2]
- حصلت على درجة الماجستير بدرجة امتياز في 1/5/1987 جامعة الإسكندرية كلية الآداب / قسم اللغة الإنجليزية وآدابها[2]
- حصلت على درجة الدكتوراة بمرتبة الشرف الأولى في 9/8/1992 جامعة الإسكندرية / كلية الآداب / قسم اللغة الإنجليزية وآدابها[2]

كما قامت بنشر بالعديد من الأبحاث المنفردة في مجالها ومن ضمنها:
- من العالج إلى الحج: رحلة طبى باسمور إلى المعرفة في رواية ديفيد لودج «العالج»
- عن الفقدان والذكرى: الحريم هو الماوى في كتاب ليلى أحمد «ممر الحدود»
- إشكالية الهوية في الإسكندرية الكوزموبوليتانية
- الكتاب العرب الانجلوفون المهمشون
- كساندرا في العالم الحديث: الحقيقة والجنون في رواية «فن وأكاذيب» لجانيت وينترسون
- فيكتوريا كولدج وفيزياء الإمبريالية الدقيقة
- سجينة قيود الحضارة النجلو/مصرية: دراسة لرواية أهداف سويف «في عين الشمس»
- شخصية القبطى في «رباعية الإسكندرية» للورنس داريل و «تراها زعفران» و «يا بنات الإسكندرية» الدوار الخراط
- الزمن والتاريخ في رواية جينت وينترسون
- العملية السياسية في قهر المرأة: دراسة مقارنة
- كليوباترا والإسكندرية: الانثى المعابة في الأدب الغربي